# Deutsche ATSB-Fußballmeisterschaft 1926/27
Die deutsche ATSB-Fußballmeisterschaft 1927 war die achte vom Arbeiter-Turn- und Sportbund ausgerichtete deutsche Meisterschaft im Fußball. Sieger wurde der Dresdner SV 10.

## Modus und Teilnehmer
Ursprünglich war geplant, dass wie in den Vorjahren die 17 ATSB-Kreismeister in vier regionalen Runden im K.-o.-System vier Teilnehmer an der reichsweiten Endrunde ermittelten. Eine ostdeutsche Meisterschaft wurde jedoch nicht ausgetragen, da die beiden Kreise der Märkischen Spielvereinigung im Raum Berlin/Brandenburg keine Meister ermittelten sowie die Meister der Kreise Pommern und Ostpreußen-Danzig, FT Stettin-Nemitz und FFV Ponarth, wegen zu hoher Reisekosten auf eine Teilnahme verzichteten. Die Endrunde um die Bundesmeisterschaft wurde deswegen nur mit drei Teilnehmern ausgetragen.
| Nordwestdeutschland - SV Weser 08 Bremen - FT Gerresheim - Lorbeer 06 Hamburg - Eintracht Kassel | Mitteldeutschland - FT Breslau-Süd - Fortuna Dölau - Dresdner SV 10 - VfL 88 Naumburg | Süddeutschland - VfL Bornheim - ASV Hagsfeld - BSC München - TuS Nürnberg-West - FTSV Stuttgart-Ost |  |

## Verbandsmeisterschaften

### Nordwest
Halbfinale
| Datum         |                    | Ergebnis  |                    | Austragungsort            |
| ------------- | ------------------ | --------- | ------------------ | ------------------------- |
| 6. März 1927  | FT Gerresheim      | 1:0 (0:0) | Eintracht Kassel   | Solingen                  |
| 13. März 1927 | Lorbeer 06 Hamburg | 4:2 (1:2) | SV Weser 08 Bremen | Hamburg, Stadion Hoheluft |

Finale
| Datum         |                    | Ergebnis  |               | Austragungsort            |
| ------------- | ------------------ | --------- | ------------- | ------------------------- |
| 27. März 1927 | Lorbeer 06 Hamburg | 3:0 (2:0) | FT Gerresheim | Hamburg, Stadion Hoheluft |

### Mitte
Halbfinale
| Datum            |                | Ergebnis             |                | Austragungsort |
| ---------------- | -------------- | -------------------- | -------------- | -------------- |
| 27. Februar 1927 | FT Breslau-Süd | 0:8 (0:4)            | Dresdner SV 10 | Breslau        |
| 27. Februar 1927 | Fortuna Dölau  | 5:4 n. V. (4:4, 2:2) | VfL Naumburg   | Gera, FT-Platz |

Finale
| Datum         |                | Ergebnis  |               | Austragungsort          |
| ------------- | -------------- | --------- | ------------- | ----------------------- |
| 20. März 1927 | Dresdner SV 10 | 6:1 (4:0) | Fortuna Dölau | Leipzig, Südost-Stadion |

### Süd
Qualifikation
| Datum            |              | Ergebnis  |              | Austragungsort |
| ---------------- | ------------ | --------- | ------------ | -------------- |
| 20. Februar 1927 | VfL Bornheim | 1:2 (0:1) | ASV Hagsfeld | Sprendlingen   |

Halbfinale
| Datum            |                   | Ergebnis  |                   | Austragungsort          |
| ---------------- | ----------------- | --------- | ----------------- | ----------------------- |
| 13. Februar 1927 | TSV Stuttgart-Ost | 4:7 (1:3) | Münchener BSC     | Stuttgart               |
| 6. März 1927     | ASV Hagsfeld      | 2:5 (2:0) | TuS Nürnberg-West | Rheinau, Waldsportplatz |

Finale
| Datum         |                   | Ergebnis  |               | Austragungsort |
| ------------- | ----------------- | --------- | ------------- | -------------- |
| 20. März 1927 | TuS Nürnberg-West | 2:1 (1:0) | Münchener BSC | Nürnberg       |

## Endrunde um die Bundesmeisterschaft
Halbfinale
| Datum          |                    | Ergebnis  |                   | Austragungsort                  |
| -------------- | ------------------ | --------- | ----------------- | ------------------------------- |
| 10. April 1927 | Lorbeer 06 Hamburg | 1:4 (1:3) | TuS Nürnberg-West | Altona, Sportplatz an der Allee |

Der Dresdner SV 10 erhielt ein Freilos, da Ostdeutschland keinen Meister stellen konnte.
Finale
| Datum          |                | Ergebnis  |                   | Austragungsort           |
| -------------- | -------------- | --------- | ----------------- | ------------------------ |
| 30. April 1927 | Dresdner SV 10 | 4:1 (3:1) | TuS Nürnberg-West | Dresden, Ilgen-Kampfbahn |